# Sollicitudo rei socialis
Sollicitudo rei socialis (česky: Starost o věc společenskou) je encyklika, kterou papež Jan Pavel II. vyhlásil 30. prosince 1987 u příležitosti dvacátého výročí vydání Populorum progressio. Zabývá se opět tématem rozvoje ve dvou základních liniích:
1. neúspěšný rozvoj třetího světa a
2. význam, podmínky a požadavky na rozvoj důstojného člověka.

Encyklika uvádí rozdíly mezi pokrokem a rozvojem a zdůrazňuje, že skutečný rozvoj se nemůže omezovat na rozmnožování zboží a služeb, ale musí přispívat k plnosti lidského bytí. Tímto způsobem má být jasně ukázána morální povaha skutečného rozvoje.
Učení a šíření jejího sociálního učení je součástí evangelizačního poslání církve. A protože se jedná o nauku, jejímž cílem je usměrňovat chování lidí, dává v důsledku toho vzniknout „závazku ke spravedlnosti“, a to podle role, povolání a okolností každého jednotlivce. Odsuzování zla a nespravedlnosti je také součástí oné evangelizační služby v sociální oblasti, která je aspektem prorocké úlohy církve. Je však třeba jasně říci, že hlásání je vždy důležitější než odsuzování... (čl. 41).

## 20 letPopulorum progressio
Druhá papežská sociální encyklika nese datum 30. prosince 1987, ačkoli mohla být vydána až 20. února 1988, aby bylo učiněno zadost jejímu podtitulu „dvacet let po encyklice Populorum progressio“. Při příležitosti tohoto výročí encykliky Populorum progressio, kterou papež Pavel VI. vydal 26. března 1967 pod heslem „celosvětový rozměr sociální otázky“, by se mělo téma rozvoje lidí a solidárních národů znovu dostat do povědomí veřejnosti.

## K situaci v rozvojových zemích
Papež se především snaží čelit zužování pojmu rozvoje, jako by se jednalo v podstatě o ekonomický, sociální a politický rozvoj. S ohledem na některá jednostranná stanoviska prý hospodářský rozvoj není schopen lidi osvobodit, naopak, v konečném důsledku je jen ještě více zotročuje. Pokud jde o „současný stav rozvoje“ ve světě, papež vyjadřuje politování nad „propastí mezi bohatstvím a chudobou jak mezi zeměmi Severu a Jihu, tak v rámci mnoha rozvojových a průmyslových zemí“. Za hlavní překážku považuje politickou opozici „bloků“ a jejich ideologické kořeny, které nachází v „principech liberalistického kapitalismu“ a „marxistického kolektivismu“. Těmito výroky papež zůstává v rámci tradičního vymezení, které církevní sociální proklamace vytyčují od dob Rerum novarum a Quadragesimo anno. Stanovil však nové akcenty, když požadoval, aby nebylo potlačováno „právo na ekonomickou iniciativu“. Zkušenost učí, že odepření takového práva nebo jeho omezení ve jménu údajné rovnosti je paralyzující, nebo dokonce destruktivní. Výsledkem není ani tak skutečná rovnost, jako spíše „nivelizace“. Nakonec papež nastínil model „solidární společnosti“.
Papež uznává pozitivní úspěchy vědy, techniky, ekonomiky a politiky, ale trvá na tom, aby byl pokrok utvářen v souladu se základním morálním povědomím.

## Proti chybným výkladům v sociální nauce
Papež si byl zjevně vědom toho, že v církvi i mimo ni dochází k nedorozuměním a nesprávným výkladům sociální nauky. V několika pasážích se zabývá těmito nebezpečími a přitom si dával pozor, aby nepřekročil žádné církevní kompetence. Byl si však také vědom toho, že ani církev, ani křesťané a věřící sami nemohou tyto problémy vyřešit.

## Ekologické otázky
Sollicitudo rei socialis se zabývá také problémy pokroku a rozvoje s ohledem na ekologickou otázku. Jan Pavel vidí krizi myšlení o rozvoji nejen v nedostatečném rozvoji mnoha regionů na celém světě, ale také v „nadměrném rozvoji“ jednotlivých států, jejichž obecné životní návyky "„s sebou přinášejí tolik ,odpaduʻ a ,smetíʻ“ (čl. 28.2 encykliky). Člověk by neměl svůj vztah k životnímu prostředí orientovat pouze podle ekonomických kritérií, ale měl by „brát v úvahu přirozenost každé bytosti a její vzájemné vztahy v uspořádaném systému, jakým je kosmos“. Je také zapotřebí, aby si více uvědomoval „omezenost přírodních zdrojů, z nichž některé [...] se neobnovují“ (čl. 34.2 a násl.). Při zmínce o odpovědnosti vůči budoucím generacím papež přebírá jednotlivé motivy principu udržitelnosti, aniž by jej výslovně zmínil.